# Murtaugh Peak
Der Murtaugh Peak ist ein spitzer und 3085 m hoher Berggipfel im westantarktischen Marie-Byrd-Land. In der Wisconsin Range der Horlick Mountains ragt er aus einem Bergkamm 6 km westnordwestlich des Mount Minshew auf.
Der United States Geological Survey kartierte ihn anhand eigener Vermessungen und Luftaufnahmen der United States Navy aus den Jahren von 1960 bis 1964. Das Advisory Committee on Antarctic Names benannte ihn 1966 nach dem US-amerikanischen Geologen John Graham Murtaugh, der als Mitglied einer Mannschaft der Ohio State University von 1964 bis 1965 in den Horlick Mountains tätig war.